# Berliet
Berliet var ett franskt företag som tillverkade person- och lastbilar.
Personbilstillverkningen ställdes in 1939 och under andra världskriget tillverkade man lastbilar för den franska armén. Efter andra världskriget fortsatte man med lastbilstillverkningen med familjen Berliet som ägare, trots att de hade sålt 2 330 lastbilar till nazist-ockupanterna under kriget.
1967 blev Berliet en del av Citroën. 1975 övertog det statsägda Renault Berliet. 1978 slogs Berliet samman med Saviem och fick 1979 namnet Renault Véhicules Industriels, dagens Renault Trucks. Namnet Berliet försvann från marknaden 1980.

## Galleri

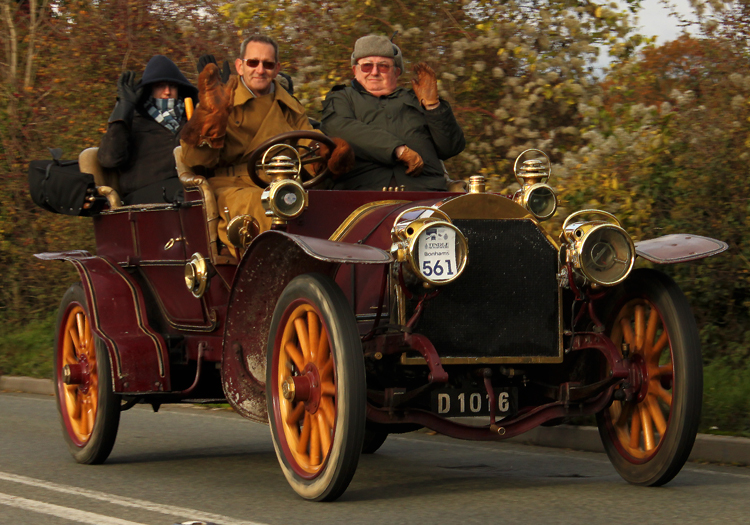
Berliet 20HP 1903
Berliet 40HP Tourer 1904
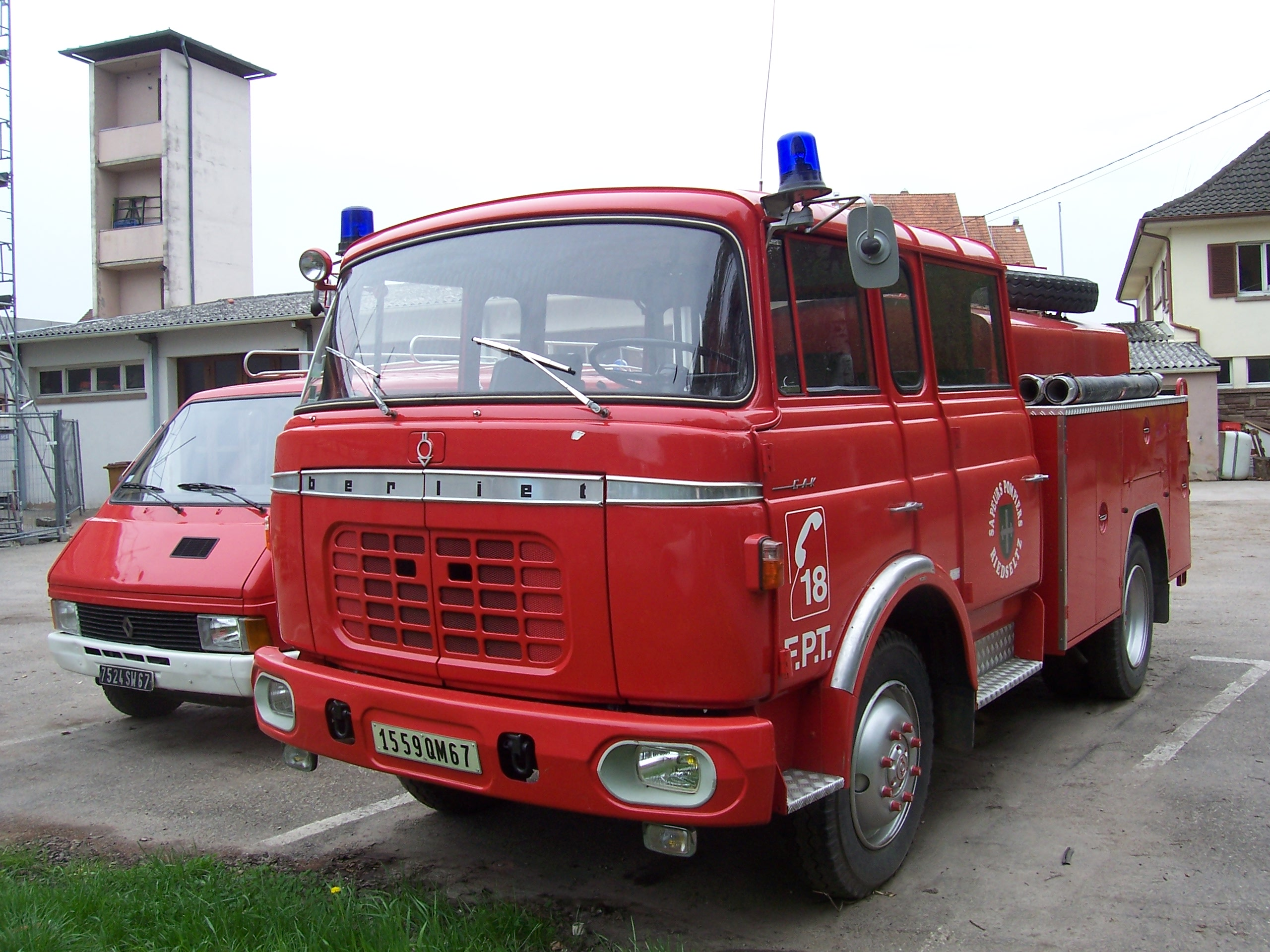
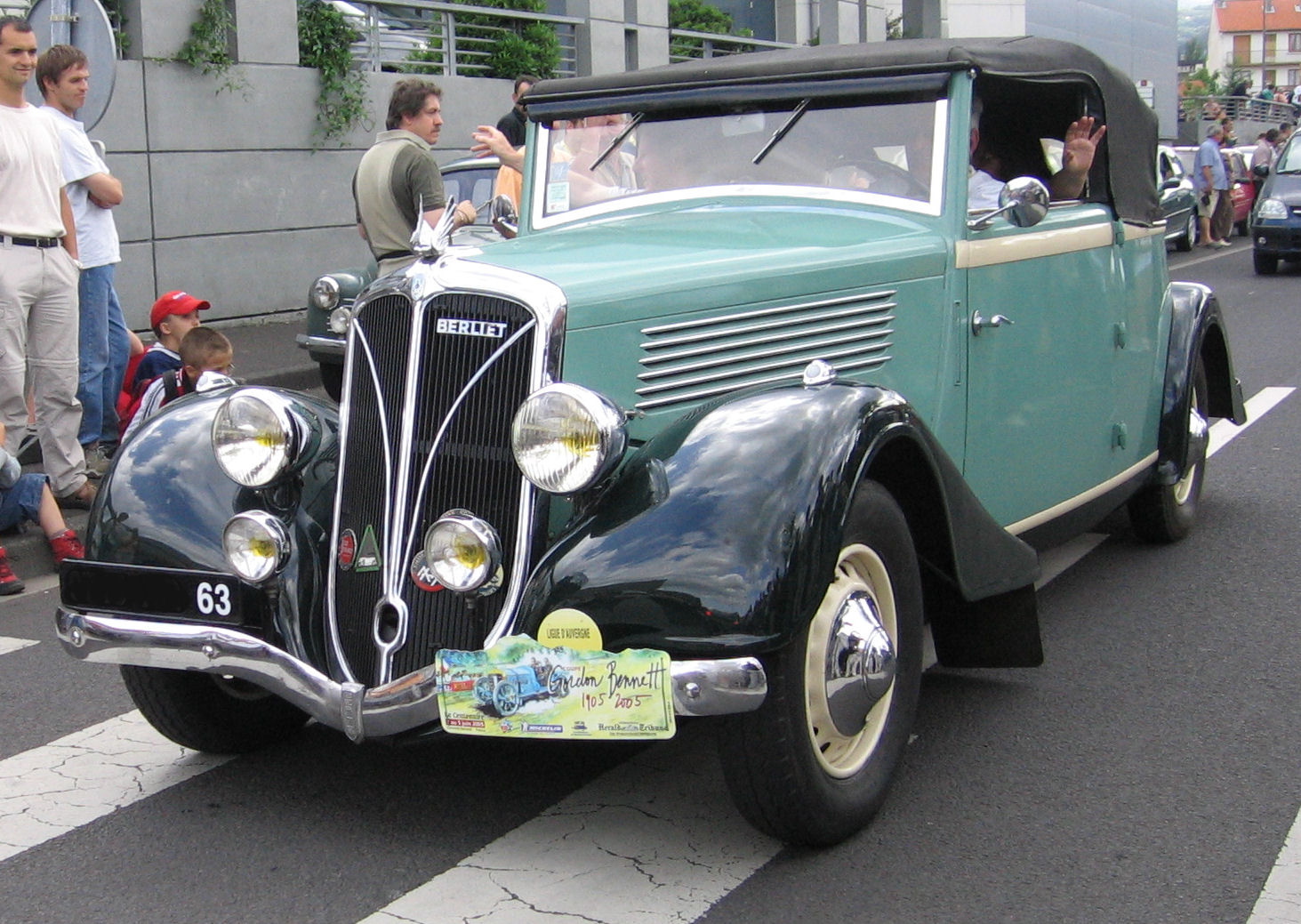